# David Yost
David Harold Yost (Council Bluffs, Iowa,  7 de janeiro de 1969) é um ator norte-americano, mais conhecido por interpretar o personagem Billy, Ranger Azul, da série Power Rangers.
David ficou na série por quase quatro temporadas completas e participou do primeiro filme da franquia. Durante a segunda temporada, aconteceu a primeira mudança de elenco onde permaneceram na série apenas dois rangers que estavam desde o primeiro episódio: Billy, interpretado por David, e Kimberly, interpretada por Amy Jo Johnson. Tommy, vivido por Jason David Frank e que entrou como o sexto ranger ainda na primeira temporada, também permaneceu na série.
David ainda se manteve como o ranger azul durante a terceira temporada, onde viu mais duas atrizes deixarem o elenco, Amy Jo e Karan Ashley, que foram substituídas por Catherine Sutherland e Nakia Burrise. Durante a quarta temporada, conhecida como Power Rangers: Zeo, David viu que era a sua vez deixar a série. Seu personagem, Billy, já não tinha poderes e apenas auxiliava Zordon e Alpha no Centro De Comando. Billy era considerado o mais inteligente dos Rangers e com suas invenções como o morfo-comunicador e o teletransporte (Power Rangers Mighty Morphin), Billy se destacava dos demais.

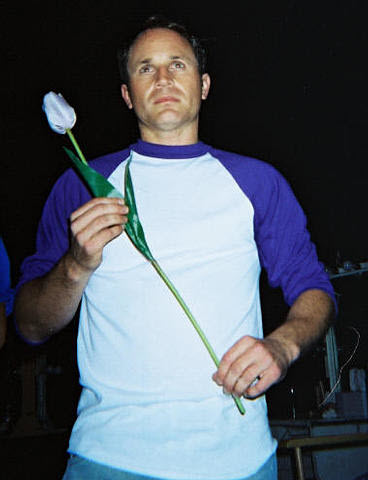
Yost em 2004

Após a saída da série, David Yost não teve participação significativa na TV. Atualmente, David participou do Power Morphicon em junho de 2007, juntamente com os atores que já passaram pela série. O encontro celebrou o aniversário de 15 anos de Power Rangers.
Em agosto de 2010, durante o Anime Festival de Orlando, David revelou ser homossexual. Na época em que havia saído da série cogitou-se que a causa poderia ser o salário. Recentemente, no entanto, ele afirmou que foi devido ao preconceito a razão de sua saída.

## Biografia
Yost nasceu em Council Bluffs, Iowa. Ele se mudou para várias localidades nos Estados Unidos ao competir em competições de ginástica nacionais. Em 1987, graduou-se na Amador Valley High School em Pleasanton, Califórnia. Em 1991, graduou-se em bacharelado de artes em comunicação e artes dramáticas na Universidade de Graceland, em Lamoni, Iowa.